# Korytnica (gmina)
Pour les articles homonymes, voir Korytnica.
La gmina Korytnica  est un district administratif situé en milieu rural, dans le powiat de Węgrów, en voïvodie de Mazovie, dans le centre-est de la Pologne.
Son siège administratif (chef-lieu) est le village de Korytnica qui se situe à environ 11 kilomètres à l'ouest de Węgrów (siège de la powiat) et 60 kilomètres au nord-est de Varsovie (capitale de la Pologne).
La gmina couvre une superficie de 180,54 km2, et possède une population de 6 745 habitants en 2006.

## Histoire
De 1975 à 1998, la gmina appartenait à la voïvodie de Siedlce.

## Géographie
La Gmina Korytnic comprend les villages de :

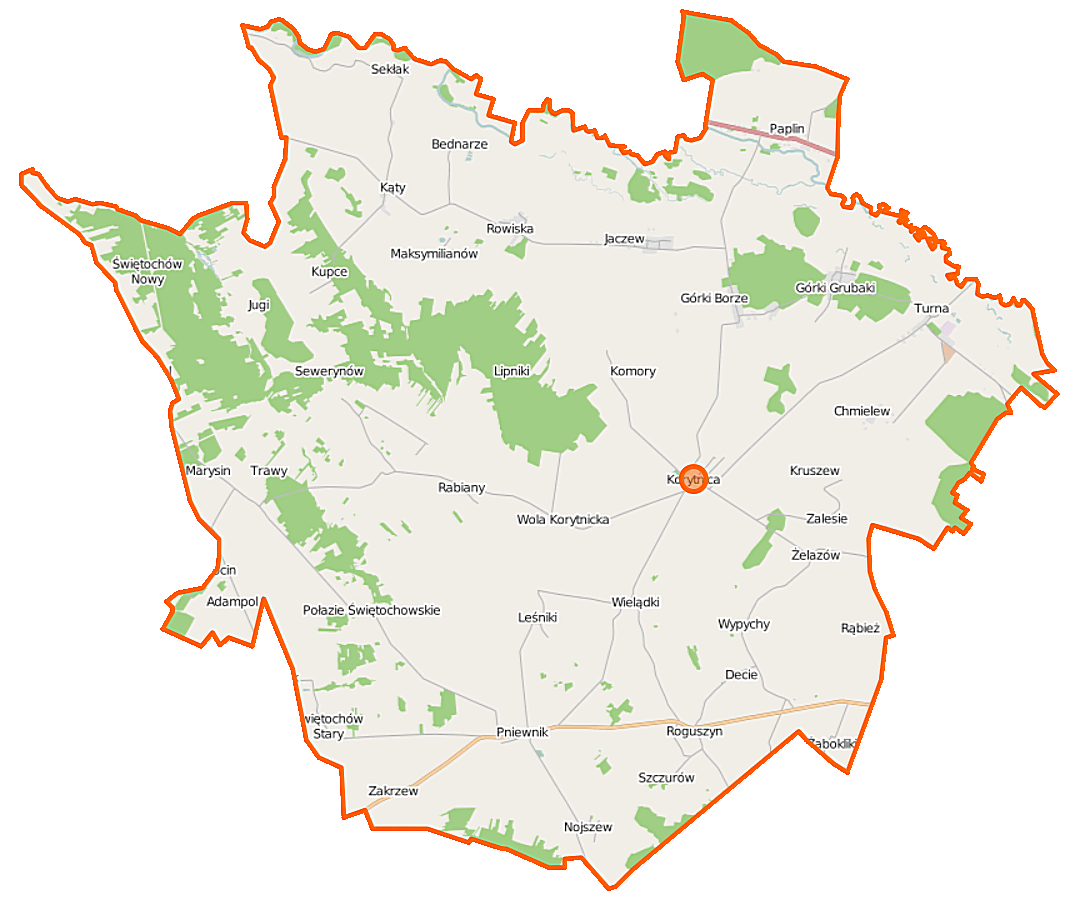
Plan de la gmina

- Adampol
- Bednarze
- Chmielew
- Czaple
- Dąbrowa
- Decie
- Górki Borze
- Górki Grubaki
- Górki Średnie
- Jaczew
- Jugi
- Kąty
- Komory
- Korytnica
- Kruszew
- Kupce
- Leśniki
- Lipniki
- Maksymilianów
- Nojszew
- Nowy Świętochów
- Paplin
- Pniewnik
- Połazie Świętochowskie
- Rabiany
- Rąbież
- Roguszyn
- Rowiska
- Sekłak
- Sewerynów
- Stary Świętochów
- Szczurów
- Trawy
- Turna
- Wielądki
- Wola Korytnicka
- Wypychy
- Żabokliki
- Zakrzew
- Zalesie
- Żelazów

### Gminy voisines
La gmina de Korytnica borde les gminy de :
- Dobre
- Jadów
- Liw
- Łochów
- Sadowne
- Stoczek
- Strachówka
- Wierzbno

## Structure du terrain
D'après les données de 2002, la superficie de la commune de Szydłowiec est de 180,54 km2, répartis comme telle :
- terres agricoles : 78 %
- forêts : 14 %

La commune représente 14,81 % de la superficie du powiat.

## Démographie
Données du 30 juin 2004 :
| Description        | Total  | Total | Femmes | Femmes | Hommes | Hommes |
| ------------------ | ------ | ----- | ------ | ------ | ------ | ------ |
| Unité              | Nombre | %     | Nombre | %      | Nombre | %      |
| Population         | 6 828  | 100   | 3 258  | 47,7   | 3 570  | 52,3   |
| Densité (hab./km²) | 37,8   | 37,8  | 18     | 18     | 19,8   | 19,8   |